# No More Lies
No More Lies - Dance of Death Souvenir EP es un EP que Iron Maiden lanzó como "un agradecimiento especial a todos los fans" incluye una muñequera de la banda de regalo.
«Paschendale» es una versión orquestal del tema.
«Journeyman» es una versión eléctrica, es supuestamente la versión que debería haber estado en el disco, pero Harris decidió usar una versión acústica para el disco Dance of Death.
«Age of Innocence... How old?» es un track oculto, se encuentra después de 5 minutos luego del último tema, esta canción es muy hilarante ya que se escucha a Nicko McBrain cantar y perderse en el tema.

## Lista de canciones
| N.º   | Título                                              | Escritor(es)                   | Duración |  |
| 1.    | «No More Lies»                                      | Steve Harris                   | 7:21     |  |
| 2.    | «Paschendale» (versión orquestal)                   | Adrian Smith, Harris           | 8:27     |  |
| 3.    | «Journeyman» (versión eléctrica)                    | Bruce Dickinson, Smith, Harris | 7:06     |  |
| 4.    | «Age of Innocence... How Old?» (bonus track oculto) | Dave Murray, Harris            |          |  |
| 35:42 |                                                     |                                |          |  |

## Integrantes
- Steve Harris - bajista
- Bruce Dickinson - vocalista
- Dave Murray - guitarrista
- Adrian Smith - guitarrista
- Janick Gers - guitarrista
- Nicko McBrain - baterista y vocalista en el tema "Age of Innocence... How Old?"